# Milorad Popović
Milorad Popović (Lipa Cucka, Cetinje, 2. siječnja 1957.), crnogorski je književnik, dobitnik međunarodnih i crnogorskih priznanja za književnost, uključujući i Njegoševu nagradu.

## Životopis
Milorad Popović rođen je u Lipi Cuckoj kod Cetinja, 1957. godine. Autor je više knjiga poezije i dvije knjige eseja na temu crnogorskog nacionalnog pitanja. Djela su mu prevođena na brojne strane jezike.
Također je autor romana Karnera i Čovjek bez lica.
Dopisni je član Europske akademije poezije, čije je sjedište u Luksemburgu. 
Predsjednik je Crnogorskog društva nezavisnih književnika, te ravnatelj časopisa za književnost, kulturu i društvena pitanja Ars.
Vlasnik je nakladničke tvrtke Otvoreni kulturni forum (OKF).

## Djela
- S trga glodara, Cetinje, 1981. (poezija)
- So Jude, Cetinje, 1982. (poezija)
- Nema više klađenja, Podgorica, 1985. (poezija)
- Red se polako zavodi, Nikšić, 1987. (poezija)
- Cetinjski ljetopis, Podgorica, 1991. (poezija)
- Nesigurna zemlja, Cetinje, 2005. (poezija)
- Raskršća: cetinjski ljetopis, Cetinje, 2008. (poezija)
- Mali narod i nacionalizam, Cetinje, 1997. (eseji)
- Crnogorsko pitanje, Ulcinj-Cetinje, 1999. (eseji) (2. izd., 2000.)
- Podijeljena nacija, Podgorica, 2010. (eseji)
- Njegoš i crnogorska nacija, Cetinje, 2011. (eseji)
- Karnera: roman, Zaprešić-Cetinje, 2012. (roman) (2. izd., 2014.)
- Čovjek bez lica, Zaprešić, 2016. (roman)

## Nagrade i priznanja
- 1982.: Nagrada za najbolju knjigu u Crnoj Gori
- 2005.: Nagrada Risto Ratković[2]
- 2008.: Nagrada Miroslavljevo jevanđelje, za zbirku poezije Raskršća[3]
- 2013.: Nagrada "Meša Selimović", za roman Karnera.[4]
- 2016.: Trinaestojulska nagrada[5]
- 2017.: Njegoševa nagrada, za roman Čovjek bez lica
- 2017.: Povelja "Ivan Crnojević"

### Njegoševa nagrada
U povodu dodjeljivanja Njegoševe nagrade Miloradu Popoviću, Međunarodni žiri od istaknutih književnika iz sedam država  - predsjednik Bogomil Đuzel (Makedonija), članovi Ivan Lovrenović (Bosna i Hercegovina), Rusanka Ljapova (Bugarska), Dušan Šarotar (Slovenija), Jovica Aćin (Srbija), Miljenko Jergović (Hrvatska), Vlatko Simunović (Crna Gora) - priopćio je da "u romanu Čovjek bez lica, Popović sažima ključne elemente stogodišnje povijesne drame crnogorskog prostora i čovjeka".
Milorad Popović je, primajući Njegoševu nagradu, rekao (citat. na crnogorskom):

## Vanjske poveznice
- (crnog.) O Miloradu Popoviću  Arhivirana inačica izvorne stranice od 26. rujna 2009. (Wayback Machine), okf-cetinje.org